# Ныгей
Ныгей — деревня в Баяндаевском районе Иркутской области России. Входит в состав Курумчинского муниципального образования. Находится примерно в 29 км к юго-западу от районного центра.

## Население
По данным Всероссийской переписи, в 2010 году в деревне проживали 94 человека (48 мужчин и 46 женщин).